# Banda Paul
La Primera Nación Paul, más comúnmente conocida como Banda Paul, es una banda gubernamental de las Primeras Naciones con sede en Wabamun, Alberta, de origen mixto Cree y Nakoda (Stoney). Son parte del Tratado 6 y el gobierno federal les asignó la Reserva India Buck Lake 133C y la Reserva India Wabamun Lake 133A, 133B y 133C en 1892. Sin embargo, la reserva de Buck Lake fue diezmada por la gripe española de 1918 y ahora está en gran parte abandonada. 
Para 2005, la nación tenía 1.926 miembros, de los cuales 1.110 vivían en la reserva.
Los terrenos Wabamun 133A y 133B de Paul Band están ubicados a lo largo del lago Wabumun, aproximadamente 70 km (43,5 mi) al oeste de Edmonton . El lago es un destino popular en Alberta para pasar fines de semana y días festivos, y la banda opera el Country Club y campo de Golf para atraer a ese mercado.
En abril de 2010, hubo un devastador y costoso incendio forestal que provocó la huida de los miembros de la comunidad de su reserva. 

## Demografía
La Banda Paul firmó un tratado en 1876 y se estableció en el borde oriental del lago Wabamun. Si bien la población total de la Banda Paul era de 1397, 856 personas vivían en la Reserva en 1996. : 12 En 1998 había 1.400 miembros de la Primera Nación Paul. La mayoría eran Stoney y el resto Cree. : 18 En Alberta, los Nakoda eran conocidos como Stoney. También fueron agrupados por el término Cree Assiniboine. Todos hablan el idioma siouan común, con diferencias en los dialectos que se hablan entre los grupos de Alberta y también entre los de Alberta y los de Saskatchewan y Montana. : 18 

## Historia

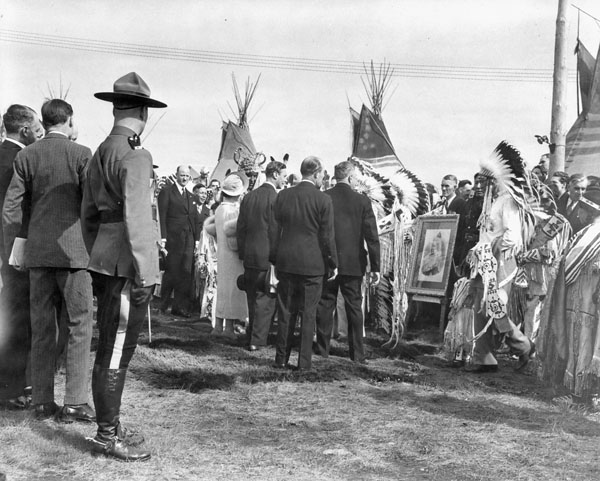
El rey Jorge VI y la reina Isabel saludan a los jefes de la tribu india Stoney, que trajeron una fotografía de la reina Victoria, durante la visita real a Canadá en 1939. Los Tratados fueron firmados originalmente por representantes de la Corona británica que actuaban en nombre de la Reina Victoria.

Los Stoney son descendientes de bandas individuales de Dakota, Lakota y Nakota, en particular de grupos occidentales de Assiniboine, de los cuales se separaron en un grupo independiente alrededor de 1744. Los Stoney estaban divididos geográfica y culturalmente en dos grupos o divisiones tribales con diferentes dialectos, que a su vez se dividieron en varias bandas.
De todos los grupos de habla siouan, la Banda Paul y la Banda Alexis eran los ubicados más al norte y al oeste. : 54  : 25 
En 1880, aproximadamente la mitad de la Banda Alexis liderada por Ironhead se separó y vivía en el lago Wabamun, donde se cultivaba la tierra y se pescaba  : 110 era mejor que las tierras asignadas a la Banda Alexis como reserva cuando firmaron el Tratado 6 en 1876.  : 25 El jefe de la Banda Alexis era católico y no toleraba otras religiones. La banda de Wabamum Lake era protestante.  : 25 
En 1892, el gobierno federal se dio cuenta de que las dos bandas, Alexis y Wabamun Lake, tenían diferencias irreconciliables y, por lo tanto, creó una segunda reserva para la Banda Paul Band establecida en White Whale Lake. El nombre de la reserva se cambió a Reserva india del lago Wabamun. La Banda Paul lleva el nombre del jefe de la época. Según documentos del gobierno, el hermano de Paul, Ironhead, los había llevado al lago Wabamun, pero Ironhead murió antes de que se fundara oficialmente la reserva. La reserva se llamaba Reserva India del Lago Wabamun y la Banda se llamaba Banda Paul. Con el tiempo, el nombre popular de la reserva se convirtió en Banda Paul.  : 5 

## Lago Wabamun
Ironhead había trasladado a su banda al lago Wabamun en 1880 porque la pesca era buena allí. Hay colinas de álamos y buenas tierras que rodean el lago. : 25 
A partir de 1850, la misión de Lac Ste. Anne comenzó a pescar en lagos cercanos para proporcionar pescado a sus clientes de Edmonton. : 23 
En 2003, el limnólogo David Schindler describió el lago como uno de los lagos más utilizados en Alberta. También es uno de los lagos recreativos más populares de la provincia.  : 7 
La Reserva de las Primeras Naciones Paul está en el extremo este del lago. Hay un pueblo, Wabamun, y varios pueblos y subdivisiones de verano en la orilla del lago. Las vías del ferrocarril Yellowhead Highway y CNR son paralelas a la costa norte. Hay minas de carbón al norte y al sur del lago, así como las centrales eléctricas y estanques de refrigeración para las centrales eléctricas Sundance y Keephills. Está el Parque Provincial Wabamun Lake en Moonlight Bay y un campo de golf administrado por la Reserva de la Primera Nación Paul. : 8 
Desde 1912, los niveles de agua del lago Wabamun ha habido quejas de haber sido modificados repetida e ilegalmente por diferentes grupos que desean regular los niveles del lago a niveles muy altos o muy bajos.
El 22% de la cuenca del lago Wabamun ha sido perturbado por dos minas de carbón, la Highvale, que cubre 12.600 hectáreas, la mayor mina de carbón de Canadá y la mina Whitewood. La minería a cielo abierto implica eliminar la sobrecarga para exponer la veta de carbón que luego se extrae en distintas franjas. En 2004, estas dos minas habían perturbado 5.593 ha de la cuenca del lago Wabamun.  : 9 
La gran mayoría de la quema de carbón en Alberta ocurre aproximadamente hace 70 km al oeste de Edmonton, en la zona del lago Wabumun. : 11 La estación generadora de Wabamun, una planta alimentada con carbón propiedad de TransAlta, ubicada junto al pueblo de Wabamun, Alberta, se puso en servicio por primera vez en 1956 y fue desmantelada en 2010, con las chimeneas demolidas en marzo de 2011.La principal fuente de combustible de la estación era el subbituminoso de la mina Whitewood .    

Aunque los niveles de mercurio en el pescado para consumo cumplen con las pautas para uso ocasional, Para los consumidores de subsistencia de la Banda Paul sigue existiendo cierta preocupación por el consumo de lucios grandes que exceden los niveles de mercurio en el lago Wabamun.  : 5 
El 3 de agosto de 2005, más de 1.3 milloes de litros de petróleo búnker y otros productos químicos se derramaron en el lago Wabamun cuando vías defectuosas provocaron el descarrilamiento de 40 vagones en la aldea de Wabumun. Dos años más tarde, todavía se emitían precauciones sanitarias, advirtiendo a los usuarios del lago que evitaran las manchas de petróleo y las bolas de alquitrán en el lago Wabamun. 